# Ormosia napoensis
Ormosia napoensis är en ärtväxtart som beskrevs av Zhi Wei och R.H.Chang. Ormosia napoensis ingår i släktet Ormosia och familjen ärtväxter. Inga underarter finns listade i Catalogue of Life.